# Epiacanthus kobensis
Epiacanthus kobensis är en insektsart som beskrevs av Anufriev 1976. Epiacanthus kobensis ingår i släktet Epiacanthus och familjen dvärgstritar. Inga underarter finns listade i Catalogue of Life.